# Martin Luther (1981)
Martin Luther ist ein Dokumentarfilm des DEFA-Studios für Dokumentarfilme von Joachim Hadaschik aus dem Jahr 1981.

## Handlung
Der Film beginnt mit der Feststellung, dass sich der größte Teil der Martin-Luther-Gedenkstätten auf dem Gebiet der Deutschen Demokratischen Republik befindet. Unterstützt wird diese Behauptung durch Filmaufnahmen des Lutherdenkmals in Möhra sowie der Luthergedenkstätten in Sachsen-Anhalt. Weiter geht es mit Aufnahmen aus Erfurt, wo er 1501 an der Universität ein Studium beginnt. 1505 wird er Magister, bricht sein Studium ab und tritt in das Augustinerkloster (Erfurt) ein. Bereits vorher wohnte er von 1498 bis 1501 in Eisenach, in dessen Nähe er von 1521 bis 1522 auf der Wartburg die Bibel übersetzte. Dies alles sind Stätten, die auf dem Gebiet der DDR liegen.
Um Luthers Leben zu würdigen und in Erinnerung zu halten und seinen 500. Geburtstag 1983 gebührend zu feiern, beschließt der Ministerrat der Deutschen Demokratischen Republik bereits 1980 ein Martin-Luther-Komitee zu gründen. Zur Konstituierung werden über 100 Vertreter des politischen und kulturellen Lebens der DDR sowie Geistliche des kirchlichen Luther-Komitees eingeladen. Der Generalsekretär des Zentralkomitees der SED sowie Vorsitzende des Staatsrats der DDR übernimmt den Vorsitz des Komitees. In dieser Funktion hielt dieser eine Rede über Martin Luther, aus der ein längerer Ausschnitt gezeigt wird.
Anschließend wird gezeigt, wie sich Mitglieder des Martin-Luther-Komitees über den Zustand der wichtigsten Gedenkstätten informieren. Beginnend auf der Wartburg bei Eisenach, weiterführend in der Schlosskirche zu Wittenberg und im Sterbehaus in Eisleben. Hierbei werden Empfehlungen für erforderliche Renovierungen gegeben. Leiter dieser Delegation ist Gerald Götting, stellvertretender Staatsratsvorsitzender und Vorsitzender der Christlich-Demokratischen Union Deutschlands der DDR, ihm zur Seite steht der Landesbischof der Evangelisch-Lutherischen Kirche in Thüringen Werner Leich. Ebenso ist der Staatssekretär für Kirchenfragen der DDR, Klaus Gysi, als Mitglied des Komitees dabei. Auch im Augustinerkloster zu Erfurt wird festgestellt, dass schon vieles geschafft wurde, aber auch noch viel zu tun ist. 
Neben wissenschaftlichen Werken sorgen viele populärwissenschaftliche Schriften dafür, das Leben Luthers breiten Volksschichten nahe zu bringen. Besonders in kirchlichen Buchhandlungen sind viele seiner Werke zu finden, die zum großen Teil in Wittenberg entstehen, was einen großen Teil des Films einnimmt. Der Rest der Dokumentation beschäftigt sich mit dem Leben Martin Luthers und wie es in den verschiedenen Einrichtungen seiner Wirkungsstätten gewürdigt wird. Aber auch Ausstellungen im Museum für Deutsche Geschichte in Berlin gehören dazu, wo Verbindungen zum Deutschen Bauernkrieg und zu Thomas Müntzer aufgezeigt werden.

## Produktion
Die Uraufführung des im Auftrag des Ministeriums für Auswärtige Angelegenheiten der DDR auf ORWO-Color gedrehten Films fand 1981 statt. 